# Wilhelminabukten
Wilhelminabukten är havsbukt i Antarktis. Den ligger i Västantarktis. Argentina, Chile och Storbritannien gör anspråk på området.
Bukten ligger på Danco-kusten på den västra sidan av Graham Land. Den upptäcktes under den belgiska Antarktisexpeditionen (1897–1899) som leddes av Adrien de Gerlache och är uppkallad efter drottning Vilhelmina av Nederländerna.

## Bilder

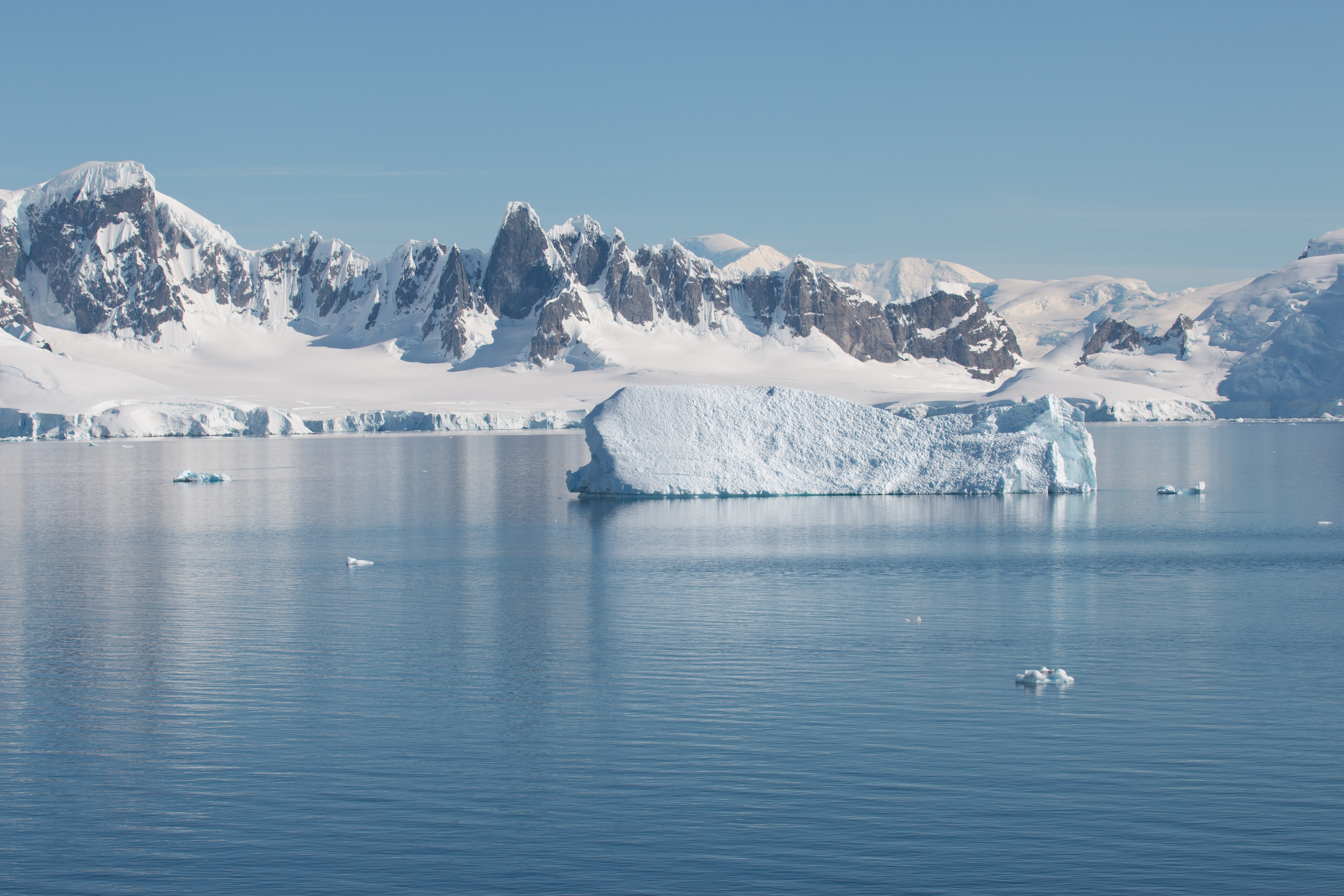
Del av kusten i Wilhelminabukten, 2019.
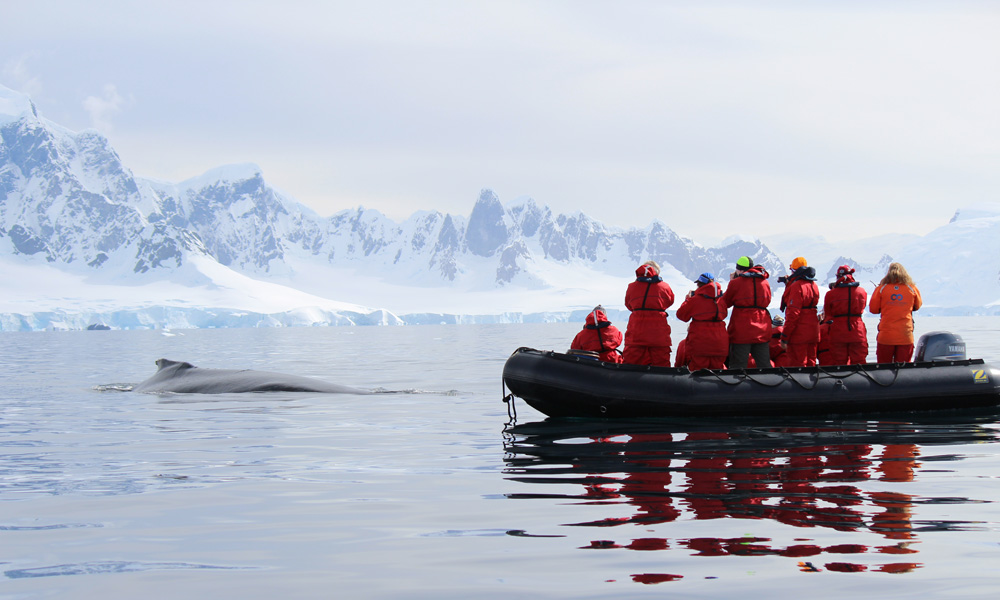
Valskådning i Wilhelminabukten, 2014.
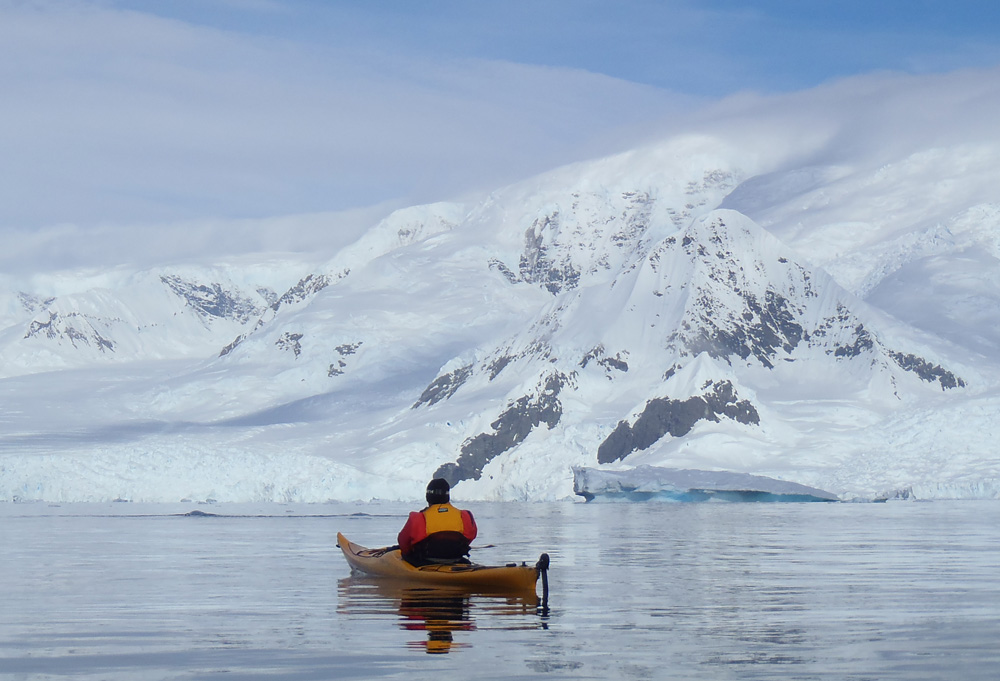
Kajak i Wilhelminabukten, 2014.
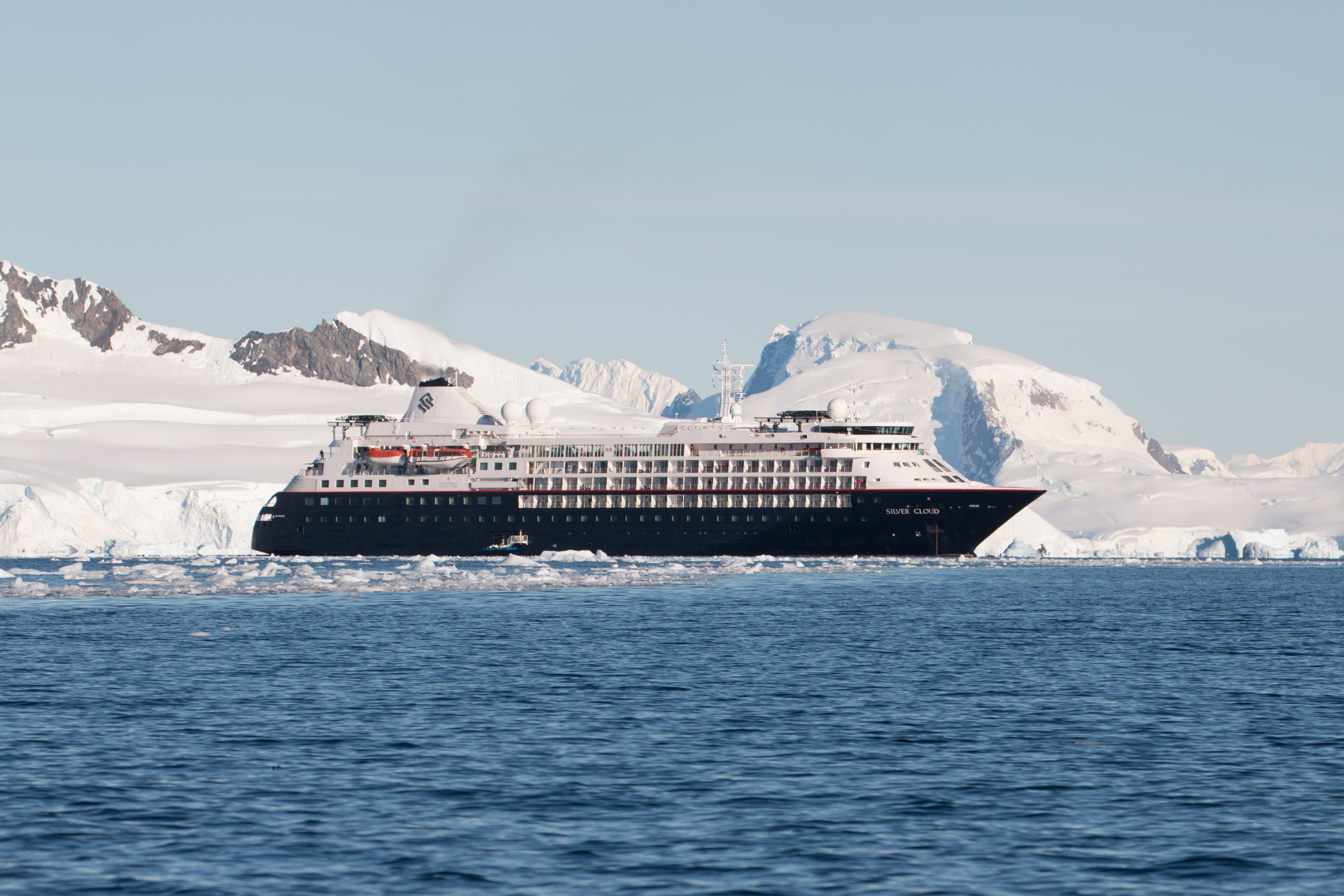
Fartyg i Wilhelminabukten, 2019.